# Saint-Langis-lès-Mortagne
Saint-Langis-lès-Mortagne település Franciaországban, Orne megyében. Lakosainak száma 871 fő (2022. január 1.). Saint-Langis-lès-Mortagne Saint-Hilaire-le-Châtel, Courgeoût, Mortagne-au-Perche, Parfondeval, Réveillon és Saint-Denis-sur-Huisne községekkel határos.

## Népesség
A település népessége az elmúlt években az alábbi módon változott:
| Lakosok száma | 904  | 915  | 947  | 911  | 900  | 888  | 878  | 872  | 871  |
|               | 2013 | 2015 | 2016 | 2017 | 2018 | 2019 | 2020 | 2021 | 2022 |